# Das Pastoras
Julio Martínez Pérez, dit Das Pastoras, né en 1956 à Ribeira (Galice), est un dessinateur et illustrateur espagnol.

## Biographie
Das Pastoras a commencé sa carrière dans le fanzine Zero, avec d'autres auteurs renommés de sa génération, tels que José María Beroy (es), Pascual Ferry, Toni Garcés (es), Miguelanxo Prado et Mike Ratera (es). Au moment du boom de la bande dessinée pour adultes, il est publié dans des revues comme Comix Internacional (es), Zona 84 (es), El Víbora, Madriz (es), Cimoc, Más madera! (es) et Europa Viva. À partir de la fin des années 1980, il publie également dans El Jueves des histoires courtes et la série Kafre (es)  avec le scénariste Enrique Sánchez Abulí (1992-1995).

## Publications
- Les Hérésiarques, avec Carlos Portela, Les Humanoïdes Associés :

1. L'Âme creuse, 2002  (ISBN 2-7316-1523-0)[1].
2. Les Sentiers invisibles, 2007  (ISBN 978-2-7316-6136-1).

- Dayal de Castaka, avec Alejandro Jodorowsky (2 tome parus, 2007, 2013 Les Humanoïdes Associés)
- Wolverine, album 199 Virage mortel avec Joseph Clarke, John Watkiss, Dale Eaglesham et Herb Trimpe, Panini Comics, 2010